# Campeonato Europeo de Tiro con Arco al Aire Libre de 2012
El XXII Campeonato Europeo de Tiro con Arco al Aire Libre se celebró en Ámsterdam (Países Bajos) entre el 21 y el 26 de mayo de 2012 bajo la organización de la Unión Europea de Tiro con Arco (WAE) y la Asociación Neerlandesa de Tiro con Arco.
Las competiciones se realizaron en el Estadio Olímpico de la capital neerlandesa.

## Resultados

### Masculino
| Evento                            | Oro                                                                      | Plata                                                       | Bronce                                                            |
| --------------------------------- | ------------------------------------------------------------------------ | ----------------------------------------------------------- | ----------------------------------------------------------------- |
| Arco recurvo individual (26.05)   | Rick van der Ven · Países Bajos                                          | Klemen Štrajhar Eslovenia                                   | Thomas Faucheron Francia                                          |
| Arco recurvo por equipo (26.05)   | Rick van der Ven · Sjef van den Berg · Rick van den Oever · Países Bajos | Mauro Nespoli · Michele Frangilli · Marco Galiazzo · Italia | Markiyan Ivashko · Dmytro Hrachov · Viktor Ruban · Ucrania        |
| Arco compuesto individual (26.05) | Sergio Pagni · Italia                                                    | Martin Damsbo Dinamarca                                     | Paul Titscher · Alemania                                          |
| Arco compuesto por equipo (26.05) | Pierre-Julien Deloche Dominique Genet Christophe Doussot Francia         | Duncan Busby Liam Grimwood Christopher White Reino Unido    | Peter Elzinga · Mike Schloesser · Ruben Bleyendaal · Países Bajos |

### Femenino
| Evento                            | Oro                                                        | Plata                                                         | Bronce                                                  |
| --------------------------------- | ---------------------------------------------------------- | ------------------------------------------------------------- | ------------------------------------------------------- |
| Arco recurvo individual (26.05)   | Xeniya Perova · Rusia                                      | Naomi Folkard Reino Unido                                     | Cyrielle Cotry Francia                                  |
| Arco recurvo por equipo (26.05)   | Bérengère Schuh Céline Bezault Cyrielle Cotry Francia      | Iria Grandal · Magali Foulon · Helena Fernández · España      | Elena Richter · Lisa Unruh · Karina Winter · Alemania   |
| Arco compuesto individual (26.05) | Kristina Berger · Alemania                                 | Anastasia Anastasio · Italia                                  | Marcella Tonioli · Italia                               |
| Arco compuesto por equipo (26.05) | Kristina Berger · Andrea Weihe · Melanie Mikala · Alemania | Anastasia Anastasio · Marcella Tonioli · Laura Longo · Italia | Pascale Lebecque Caroline Martret Joanna Chesse Francia |

### Mixto
| Evento                            | Oro                                            | Plata                                    | Bronce                                   |
| --------------------------------- | ---------------------------------------------- | ---------------------------------------- | ---------------------------------------- |
| Arco recurvo por equipo (26.05)   | Mauro Nespoli · Natalia Valeeva · Italia       | Piotr Nowak · Anna Szukalska · Polonia   | Yağız Yılmaz Begül Löklüoğlu Turquía     |
| Arco compuesto por equipo (26.05) | Peter Elzinga · Inge van Caspel · Países Bajos | Sergio Pagni · Marcella Tonioli · Italia | Dmitri Kozhin · Albina Loguinova · Rusia |

## Medallero
| Núm. | País         | Oro | Plata | Bronce | Total |
| ---- | ------------ | --- | ----- | ------ | ----- |
| 1    | Países Bajos | 3   | 0     | 1      | 4     |
| 2    | Italia       | 2   | 4     | 1      | 7     |
| 3    | Francia      | 2   | 0     | 3      | 5     |
| 4    | Alemania     | 2   | 0     | 2      | 4     |
| 5    | Rusia        | 1   | 0     | 1      | 2     |
| 6    | Reino Unido  | 0   | 2     | 0      | 2     |
| 7    | Dinamarca    | 0   | 1     | 0      | 1     |
| 7    | Eslovenia    | 0   | 1     | 0      | 1     |
| 7    | España       | 0   | 1     | 0      | 1     |
| 7    | Polonia      | 0   | 1     | 0      | 1     |
| 11   | Turquía      | 0   | 0     | 1      | 1     |
| 11   | Ucrania      | 0   | 0     | 1      | 1     |
|      | TOTAL        | 10  | 10    | 10     | 30    |